# Robert Goulet

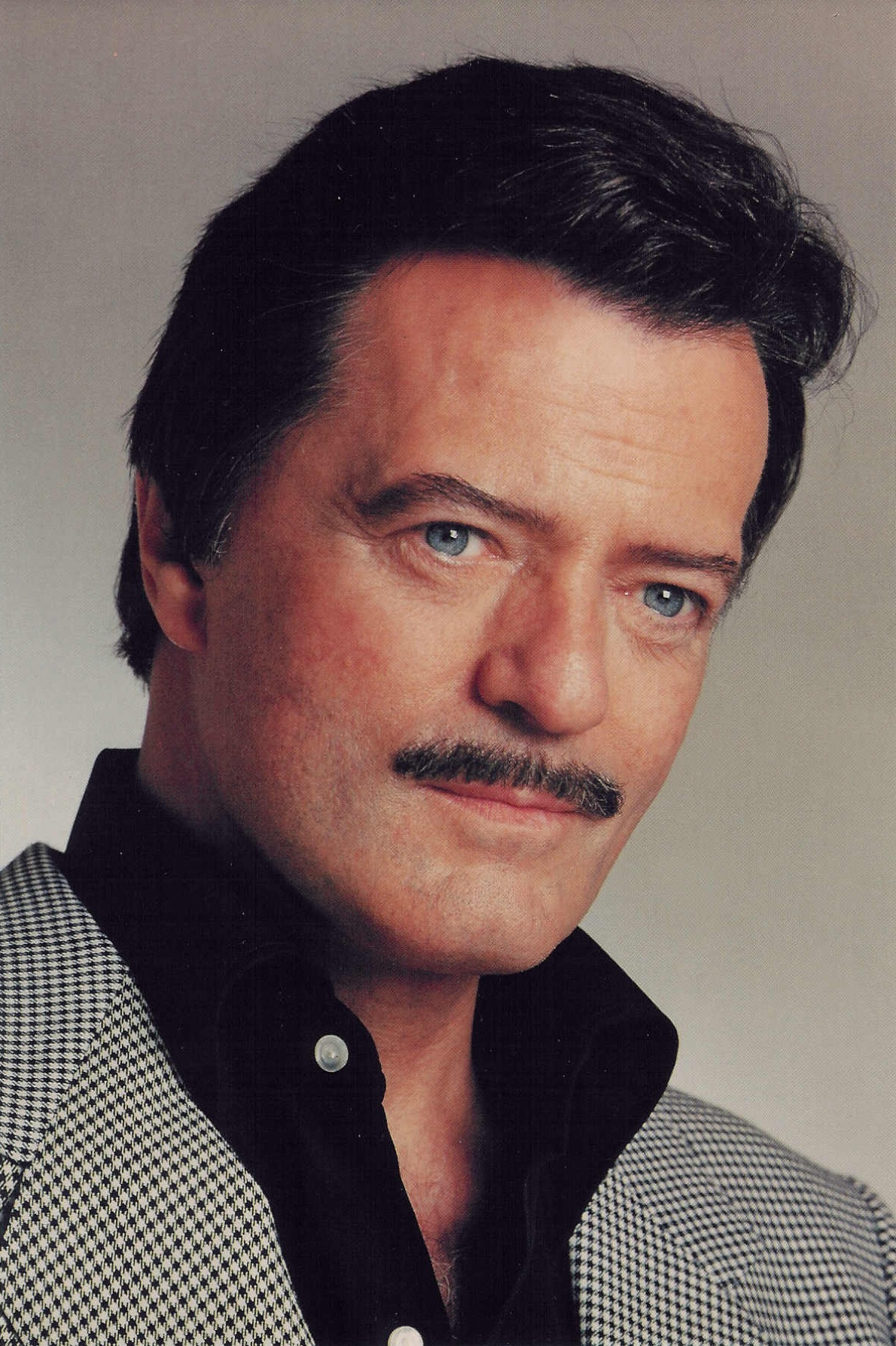
Robert Goulet (1988)

Robert Gerard Goulet (* 26. November 1933 in Lawrence, Massachusetts; † 30. Oktober 2007 in Los Angeles, Kalifornien) war ein US-amerikanischer Sänger, Schauspieler und Entertainer.

## Leben
Robert Goulet wuchs im kanadischen Edmonton auf. Sein Talent wurde bereits früh erkannt, und so bekam er ein Stipendium an einer Musikhochschule in Toronto, wo er Schauspiel und Gesang studierte. Nach ersten Auftritten im kanadischen Fernsehen Anfang der 1950er ging er nach New York City. Dort feierte er 1960 seinen Durchbruch, als er die Hauptrolle
in dem Broadway-Musical Camelot erhielt, für die er ein Jahr später den Theatre World Award gewann.
1962 begann auch seine Karriere als Sänger populärer Musik, als er bei Columbia einen Plattenvertrag unterschrieb und mit What Kind of Fool Am I einen Single-Hit hatte. Bis Ende der 1970er Jahre war er vor allem als Album-Künstler erfolgreich und hatte mit Sincerely Yours …, This Christmas I Spend With You (beide 1963) und My Love, Forgive Me (1965) drei Top-Ten-Alben. Von letztgenannten Album, das mit Gold ausgezeichnet wurde, war das Titellied auch sein größter Single-Hit, der Platz 19 erreichte.
1968 wurde er für seine Darstellung des Jacques Bonnard in Gower Champions Broadway-Musical The Happy Time als „Bester Hauptdarsteller in einem Musical“ mit einem Tony Award bedacht. Engagements für Fernsehshows und einige Kinoproduktionen folgten sowie über 15 Langspielplatten. Nach einer längeren Filmpause engagierte ihn Regisseur Tim Burton 1988 für seinen Film Beetlejuice. In Die nackte Kanone 2½ (1991) spielte Goulet die Hauptrolle des Schurken Quentin Hapsburg. Bereits 1982 war er im Vorspann einer Folge der Serie Die nackte Pistole zu sehen, in der er als Running Gag sofort erschossen wurde. Später trat er vorwiegend in Las Vegas auf, wo er auch lebte.
Als Trickfigur wurde Goulet in der Fernsehreihe Die Simpsons parodiert. In einer Folge soll er in einem luxuriösen Casino auftreten, wird aber von dem minderjährigen Bart Simpson zu dessen Baumhaus gelotst, worin dieser ein Casino für Kinder eingerichtet hat. 2006 spielte Goulet sich selbst in der Folge Rapunzels Perücke (Sold-Y Locks, Staffel 8, Folge 18) der US-amerikanischen Sitcom King of Queens an der Seite von Kevin James und Leah Remini. Des Weiteren hatte er einige Cameo-Auftritte in der Serie Ein Trio zum Anbeißen.

## Privates
Robert Goulet war dreimal verheiratet. In erster Ehe von 1956 bis 1963 mit Louise Longmore; aus dieser Ehe stammt die Schauspielerin Nicolette Goulet. Zwei weitere Kinder gingen aus der zweiten Ehe (1963–1981) mit seiner Schauspielkollegin Carol Lawrence hervor, und von 1982 an war Vera Novak seine Ehefrau.

## Diskografie

### Alben
| Jahr | Titel                                       | Höchstplatzierung, Gesamtwochen, AuszeichnungChartsChartplatzierungen (Jahr, Titel, Platzierungen, Wochen, Auszeichnungen, Anmerkungen) | Anmerkungen |
| Jahr | Titel                                       | US | Anmerkungen |
| ---- | ------------------------------------------- | --- | ----------- |
| 1962 | Always You                                  | US43 (65 Wo.)US |             |
| 1962 | Two of Us                                   | US20 (55 Wo.)US |             |
| 1962 | Sincerly Yours...                           | US9 (48 Wo.)US |             |
| 1963 | The Wonderful World Of Love                 | US11 (29 Wo.)US |             |
| 1963 | Robert Goulet in Person                     | US16 (23 Wo.)US |             |
| 1964 | Manhattan Tower/The Man Who Loves Manhattan | US31 (22 Wo.)US |             |
| 1964 | Without You                                 | US72 (16 Wo.)US |             |
| 1964 | My Love Forgive Me                          | US5 Gold · (29 Wo.)US |             |
| 1965 | Begin To Love                               | US69 (16 Wo.)US |             |
| 1965 | Summer Sounds                               | US31 (19 Wo.)US |             |
| 1966 | Robert Goulet on Broadway                   | US33 (22 Wo.)US |             |
| 1966 | I Remember You                              | US73 (12 Wo.)US |             |
| 1967 | Robert Goulet on Broadway, Volume 2         | US145 (3 Wo.)US |             |
| 1968 | Woman, Woman                                | US162 (15 Wo.)US |             |
| 1969 | Both Sides Now                              | US135 (13 Wo.)US |             |
| 1969 | Souvenir d’Italie                           | US174 (3 Wo.)US |             |
| 1970 | I Wish You Love                             | US198 (2 Wo.)US |             |

### Singles
| Jahr | Titel Album                               | Höchstplatzierung, Gesamtwochen, AuszeichnungChartsChartplatzierungen (Jahr, Titel, Album, Platzierungen, Wochen, Auszeichnungen, Anmerkungen) | Anmerkungen |
| Jahr | Titel Album                               | US | Anmerkungen |
| ---- | ----------------------------------------- | --- | ----------- |
| 1962 | What Kind Of Fool Am I My Love Forgive Me | US89 (2 Wo.)US |             |
| 1965 | My Love, Forgive Me (Amore, Scusami)      | US16 (15 Wo.)US |             |
| 1965 | Summer Sounds                             | US58 (7 Wo.)US |             |

## Filmografie
- 1964: Honeymoon Hotel
- 1964: So bändigt man Eva (I'd Rather Be Rich)
- 1970: Im Netz der Abwehr (Underground)
- 1980: Atlantic City, USA (Atlantic City)
- 1985: Mord ist ihr Hobby (Murder, She Wrote, Fernsehserie, Staffel 1, Folge 14)
- 1988: Beetlejuice
- 1988: Die Geister, die ich rief … (Scrooged) (Cameo)
- 1991: Die nackte Kanone 2½
- 1996: Mr. Wrong – Der Traummann wird zum Alptraum (Mr. Wrong)
- 2000: Letzte Ausfahrt Hollywood (The Last Producer)
- 2001: Disneys große Pause (Recess: School’s Out)
- 2006: King of Queens (The King of Queens, Fernsehserie, Staffel 8, Folge 18)

## Auszeichnungen
- Theatre World Award 1961
- Grammy 1963 als „Bester neuer Künstler“
- Tony Awards 1968 als bester Musical-Hauptdarsteller in The Happy Time
- Aufnahme auf dem Hollywood Walk of Fame